# Opsariichthys
Opsariichthys är ett släkte av fiskar. Opsariichthys ingår i familjen karpfiskar.
Kladogram enligt Catalogue of Life:
| Opsariichthys | \| \| Opsariichthys bea \| \| \| \| \| \| Opsariichthys bidens \| \| \| \| \| \| Opsariichthys dienbienensis \| \| \| \| \| \| Opsariichthys evolans \| \| \| \| \| \| Opsariichthys hainanensis \| \| \| \| \| \| Opsariichthys hieni \| \| \| \| \| \| Opsariichthys kaopingensis \| \| \| \| \| \| Opsariichthys pachycephalus \| \| \| \| \| \| Opsariichthys songmaensis \| \| \| \| \| \| Opsariichthys uncirostris \| \| \| \| |
|               | \| \| Opsariichthys bea \| \| \| \| \| \| Opsariichthys bidens \| \| \| \| \| \| Opsariichthys dienbienensis \| \| \| \| \| \| Opsariichthys evolans \| \| \| \| \| \| Opsariichthys hainanensis \| \| \| \| \| \| Opsariichthys hieni \| \| \| \| \| \| Opsariichthys kaopingensis \| \| \| \| \| \| Opsariichthys pachycephalus \| \| \| \| \| \| Opsariichthys songmaensis \| \| \| \| \| \| Opsariichthys uncirostris \| \| \| \| |
|               | Opsariichthys bea |
|               | |
|               | Opsariichthys bidens |
|               | |
|               | Opsariichthys dienbienensis |
|               | |
|               | Opsariichthys evolans |
|               | |
|               | Opsariichthys hainanensis |
|               | |
|               | Opsariichthys hieni |
|               | |
|               | Opsariichthys kaopingensis |
|               | |
|               | Opsariichthys pachycephalus |
|               | |
|               | Opsariichthys songmaensis |
|               | |
|               | Opsariichthys uncirostris |
|               | |